# Шацких, Иван Филиппович
Иван Филиппович Шацких — советский хозяйственный, государственный и политический деятель.

## Биография
Родился в 1924 году в деревне Молодовка. Член КПСС.
Участник Великой Отечественной войны. С 1947 года — на хозяйственной, общественной и политической работе. В 1949—1984 гг. — оператор по откорму крупного рогатого скота совхоза «Екатериновский» Долгоруковского района Липецкой области.
За увеличение производства высококачественной продукции животноводства на основе применения прогрессивной технологии был в составе коллектива удостоен Государственной премии СССР за выдающиеся достижения в труде 1979 года.
Умер после 1985 года.